# Pulltop
PULLTOP (プルトップ Purutoppu) là tên một thương hiệu sản xuất game eroge visual novel bởi WillPlus của Nhật Bản. Họ được biết đến bởi những tựa game như Princess Waltz, Lovekami và Miagete Goran, Yozora no Hoshi o. Họ cũng có thương hiệu con khác là PULLTOP Latte và PULLTOP Air.

## Những game đáng chú ý
- Trouble Captor! - 2002
- Natsu Shoujo - 2003
- Onegai O-Hoshi-sama - 2004
- Yunohana - 2005
- Princess Waltz - 2006
- Haruka ni Aogi, Uruwashi no - 2006
- Te to Te Try on! - 2008
- Shirokuma Bell Stars♪ - 2009
- LoveKami - 2010
- Shinsei ni Shite Okasubekarazu - 2011
- Kono Ōzora ni, Tsubasa o Hirogete - 2012
- Kanojo to Ore to Koibito to. - 2012
- Kono Ōzora ni, Tsubasa o Hirogete FLIGHT DIARY - 2013
- Kokoro@Fankushon! - 2013
- Koisuru Natsu no Rasutorizōto - 2014
- Koisuru natsu no Rasutorizōto Sweetest Summer - 2014
- Kono Ōzora ni, Tsubasa o Hirogete SNOW PRESENTS - 2014
- Kokoro@Fankushon! NEO (Network Enhanted Operation) - 2014
- Mirai Kanojo - 2015
- Natsu-iro Reshipi - 2015
- Miagete Goran, Yozora no Hoshi o - 2015
- Miagete Goran, Yozora no Hoshi o FINE DAYS - 2016
- Yakimochi Kanojo no Ichizu na Koi - 2016
- LoveKami -Sweet Stars- - 2017
- Office de Sasou Ecchi na Kanojo - 2017
- Pure Song Garden! - 2017
- LoveKami -Trouble Goddess- - 2017
- Sora to Umi ga, Fureau Kanata -2018
- Miagete Goran, Yozora no Hoshi o: Interstellar Focus - 2018
- Sakura Iro, Mau Koro ni - 2019
- LoveKami -Healing Harem- - Sắp ra mắt

## Các đường dẫn bên ngoài
- Trang chính thức(tiếng Nhật)
- Pulltop tại The Visual Novel Database